# Vlag van Saint Christopher, Nevis en Anguilla

Vlag van Saint Christopher, Nevis en Anguilla, 1967-1983

Vlag van Saint Christopher, Nevis en Anguilla, 1967

Vlag van Saint Christopher, Nevis en Anguilla, 1958-1967

Vroeger waren er verschillende vlaggen van Saint Christopher, Nevis en Anguilla. De triple palm-vlag, de laatste versie, werd geïntroduceerd in 1967.
De "triple" in de naam "triple palm" bestaat uit drie gelijke verticale banen in de kleuren groen (staat voor Saint Kitts), geel (staat voor Nevis) en blauw (staat voor Anguilla), terwijl de "palm" bestaat uit een kokospalm die het lot symboliseert, nederigheid en trots van de drie eilanden. Voor 1967 gebruikte de vlag zonder palm.
Op 1983 werd Saint Christopher, Nevis en Anguilla opgeheven om op te gaan in de nieuwe land Saint Kitts en Nevis. De vlag kwam hiermee als de koloniale vlag te vervallen.

## Verwante afbeeldingen

Het wapen van Saint Christopher, Nevis en Anguilla
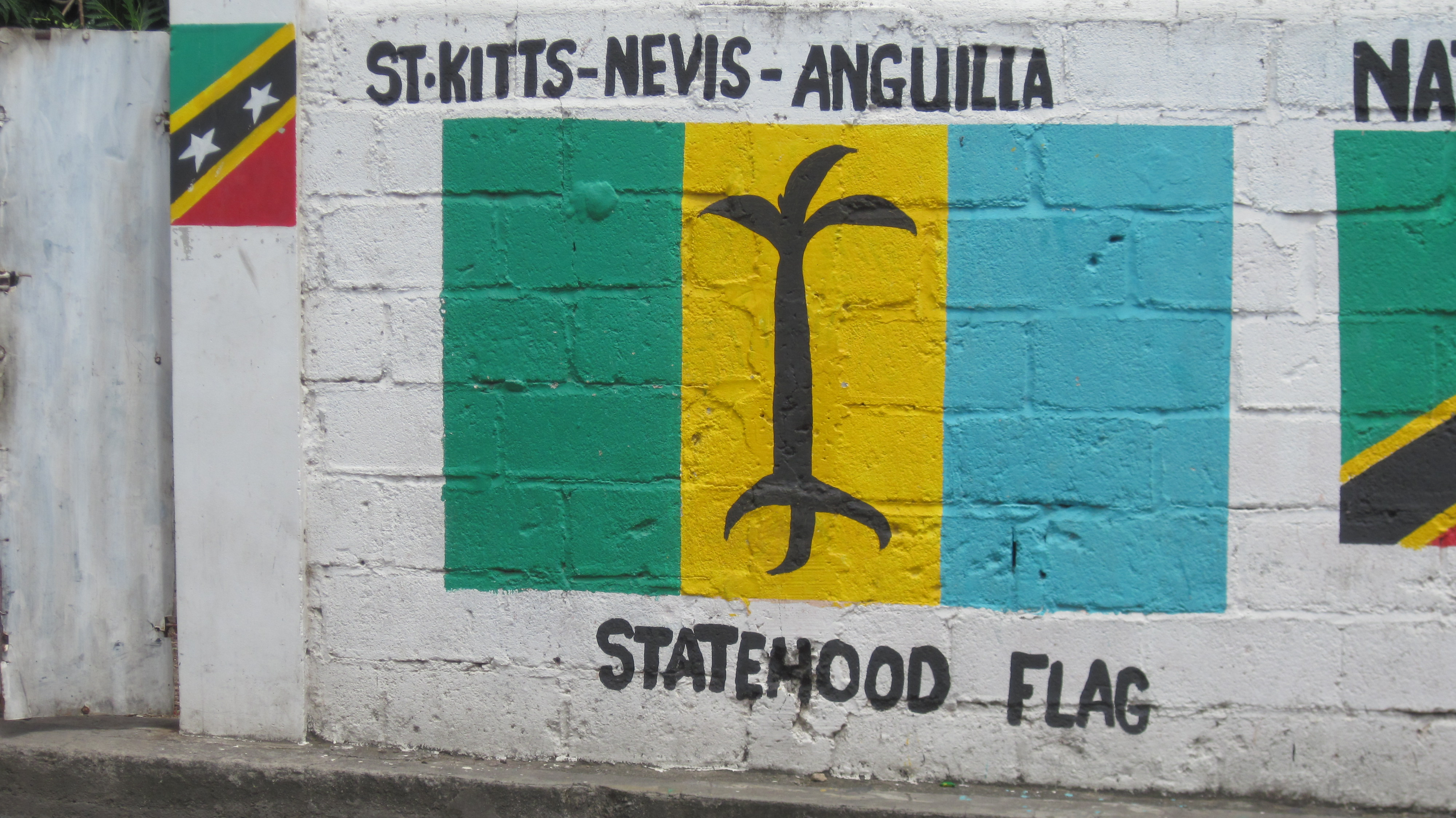
Muurschildering van de drievoudige palmvlag, Saint Kitts

Anguilla · Britse Benedenwindse Eilanden · Britse Bovenwindse Eilanden · Californië · Geconfedereerde Staten van Amerika · Los Altos · Miskitokust · Nederlandse Antillen · Republiek van de Rio Grande · Saint Christopher, Nevis en Anguilla · Sonora · Texas · Verenigde Staten van Centraal-Amerika · Vermont · Republiek West-Florida · West-Indische Federatie · Republiek Yucatán